# La Vaudoise
La Vaudoise é uma das barca do Lemano em referência ao Cantão de Vaud e como todas as outras barcas congéneres, continua a tradição do transporte lacustre[carece de fontes?] no lago Lemano .

## Ligações Externas
«Sítio oficial»